# Korntal-Münchingen
Korntal-Münchingen är en stad i Landkreis Ludwigsburg i regionen Stuttgart i Regierungsbezirk Stuttgart i förbundslandet Baden-Württemberg i Tyskland.
Staden bildades 1 januari 1975 genom en sammanslagning av staden Korntal och kommunen Münchingen.